# Robert Miles
Robert Miles, właśc. Roberto Concina (ur. 3 listopada 1969 we Fleurier, zm. 9 maja 2017 w Ibizie) – włosko-szwajcarski DJ i producent muzyczny. Prekursor gatunku dream trance.

## Życiorys
Urodził się w szwajcarskiej miejscowości Fleurier jako syn Antonietty i Albino Concina, włoskich emigrantów zamieszkałych w Szwajcarii. W młodości uczył się gry na fortepianie, w latach 80. XX wieku był didżejem w kilku włoskich klubach.
W roku 1995 wydał singiel „Children”, który zyskał popularność w Europie i USA. Tylko w Europie sprzedał się on w nakładzie ponad 1,5 miliona egzemplarzy, zajmując drugie miejsce na brytyjskich oraz pierwsze miejsce na niemieckich listach przebojów. W 1997 roku zdobył Brit Award w kategorii najlepszy debiutujący artysta zagraniczny.
W 2013 roku założył radio OpenLab, które nadawane jest na Ibizie i Formenterze.
9 maja 2017 zmarł w wieku 47 lat po 9-miesięcznej walce z nowotworem. O śmierci artysty poinformował na Facebooku jego przyjaciel Joe T. Vannelli.

## Dyskografia

### Albumy
- 1996 – Dreamland – platynowa płyta w Polsce[10]
- 1997 – 23am
- 2001 – Organik
- 2002 – Organik Remixes
- 2004 – Miles Gurtu
- 2011 – Thirteen

### Single
- 1995 – „Children”
- 1996 – „Fable”
- 1996 – „One and One”
- 1997 – „Freedom”
- 1998 – „Full Moon”
- 2001 – „Paths”
- 2011 – „Miniature World”
- 2011 – „Voices from a Submerged Sea”

### Kompilacje
- 1997 – Robert Miles in the Mix